# Georg Brustad
Georg Antonius Brustad (* 23. November 1892 in Oslo; † 17. März 1932 ebenda) war ein norwegischer Turner und Boxer.

## Erfolge
Georg Brustad, der für den Verein Oslo Turnforening turnte, nahm 1912 an den Olympischen Spielen in Stockholm teil. Bei diesen gehörte er zur norwegischen Turnriege im Wettbewerb, der nach dem sogenannten schwedischen System ausgetragen wurde. Dabei traten insgesamt drei Mannschaften an, die aus 16 bis 40 Turnern bestehen und während des einstündigen Wettkampfs gleichzeitig antreten mussten. Es wurden die Ausführungen der geturnten Übungen an den Geräten bewertet, aber auch das Verlassen und der Wechsel der Geräte sowie der Einmarsch zu Beginn. Das Gesamtergebnis war ein Durchschnittswert der Ergebnisse aller Turner. Neben den Norwegern traten auch Turnriegen aus Schweden und Dänemark an. Mit 937,46 Punkten setzten sich die Schweden deutlich gegen ihre Konkurrenten durch: Die Dänen erzielten 898,84 Punkte und belegten damit vor den drittplatzierten Norwegern mit 857,21 Punkten den zweiten Platz.
Brustad gewann somit zusammen mit Arthur Amundsen, Jørgen Andersen, Trygve Bøyesen, Conrad Christensen, Oscar Engelstad, Marius Eriksen, Aksel Hansen, Peter Hol, Eugen Ingebretsen, Olaf Ingebretsen, Olaf Jacobsen, Erling Jensen, Thor Jensen, Frithjof Olsen, Oscar Olstad, Edvin Paulsen, Carl Alfred Pedersen, Paul Pedersen, Realf Robach, Sigurd Smebye und Torleif Torkildsen die Bronzemedaille.
Darüber hinaus war er Norwegens erster professioneller Boxer. Er bestritt insgesamt 22 Profikämpfe, von denen er zehn gewann und fünf verlor.